# 懷特黑文 (蒙大拿州)
懷特黑文（英語：White Haven）是位於美國蒙大拿州林肯縣的普查規定居民點。

## 人口
根據2020年美國人口普查的數據，懷特黑文的面積為2.56平方千米，皆為陸地。當地共有人口499人，而人口密度為每平方千米194.92人。